# Euploea payeni
Euploea payeni är en fjärilsart som beskrevs av Felder 1865. Euploea payeni ingår i släktet Euploea och familjen praktfjärilar. Inga underarter finns listade i Catalogue of Life.